# Stenodyneriellus tegularis
Stenodyneriellus tegularis är en stekelart som beskrevs av Giordani Soika 1995. Stenodyneriellus tegularis ingår i släktet Stenodyneriellus och familjen Eumenidae. Inga underarter finns listade i Catalogue of Life.